# Ipomopsis
Ipomopsis Michx., 1803 è un genere di piante appartenente alla famiglia delle Polemoniaceae.

## Tassonomia
Il genere comprende le seguenti specie:
- Ipomopsis aggregata (Pursh) V.E.Grant
- Ipomopsis arizonica (Greene) Wherry
- Ipomopsis congesta (Hook.) V.E.Grant
- Ipomopsis effusa (A.Gray) Moran
- Ipomopsis globularis (Brand) W.A.Weber
- Ipomopsis gossypifera (Gillies ex Benth.) V.E.Grant
- Ipomopsis gunnisonii (Torr. & A.Gray) V.E.Grant
- Ipomopsis guttata (A.Gray) Moran
- Ipomopsis laxiflora (J.M.Coult.) V.E.Grant
- Ipomopsis longiflora (Torr.) V.E.Grant
- Ipomopsis macombii (Torr. ex A.Gray) V.E.Grant
- Ipomopsis macrosiphon (Kearney & Peebles) V.E.Grant & Wilken
- Ipomopsis monticola J.M.Porter & L.A.Johnson
- Ipomopsis multiflora (Nutt.) V.E.Grant
- Ipomopsis pinnata (Cav.) V.E.Grant
- Ipomopsis polyantha (Rydb.) V.E.Grant
- Ipomopsis polycladon (Torr.) V.E.Grant
- Ipomopsis pringlei (A.Gray) Henrickson
- Ipomopsis pumila (Nutt.) V.E.Grant
- Ipomopsis ramosa Al Schneid. & Bregar
- Ipomopsis roseata (Rydb.) V.E.Grant
- Ipomopsis rubra (L.) Wherry
- Ipomopsis sancti-spiritus Wilken & R.A.Fletcher
- Ipomopsis spicata (Nutt.) V.E.Grant
- Ipomopsis tenuifolia (A.Gray) V.E.Grant
- Ipomopsis tenuituba (Rydb.) V.E.Grant
- Ipomopsis thurberi (A.Gray) V.E.Grant
- Ipomopsis wendtii Henrickson
- Ipomopsis wrightii (A.Gray) Shinners